# Pedunculata
Ordre
Les Pédonculés (Pedunculata) forment un ordre de crustacés cirripèdes sessiles. 

## Description et caractéristiques
Ce sont des microphages filtreurs qui vivent fixés à un support par l'intermédiaire d'un pied appelé pédoncule. Le reste du corps de l'animal est appelé capitulum et est formé d'une carapace calcaire composée de plusieurs plaques. Les carapaces des autres crustacés sont principalement formées à partir de chitine, ce qui explique que les anatifes aient longtemps été classés parmi les mollusques, mais le calcaire de leurs coquilles n'est qu'une convergence évolutive avec ces derniers. Les scientifiques distinguent, pour décrire leur coquille, trois zones. La partie inférieure appelée scutum contient moins de plaques. La partie latérale est appelée carène, la partie supérieure appelée tergum. Le nombre de ces plaques permet de reconnaitre les espèces, ainsi les espèces du genre Lepas disposent de deux terga, deux scuta et une carène, les espèces du genre Pollicipes possèdent jusqu'à une centaine de plaques au total. Ces animaux possèdent un thorax, une région céphalique, six paires de pattes et de nombreux cils filtrants dans le capitulum. Les cils servent à capter le plancton dont ils se nourrissent.
Ils sont en général hermaphrodites.
Ce taxon n'est plus considéré valide par World Register of Marine Species, qui passe directement des Thoracica à plusieurs ordres distincts autrefois rangés parmi les Pedunculata. 

## Systématique

### Les espèces fossiles
Comme les mollusques, les fossiles d'anatifes sont formés à partir de leur coquille. Les sédiments de l'albien sont particulièrement riches en ces espèces, cinq espèces ont été identifiées et nommées Cretiscalpellum ungis, Cretiscalpellum striatum, Acroscalpellum arcuatum, Arcoscalpellum comptum et Pycnolepas rigida.

### Liste des sous-ordres
- Heteralepadomorpha Newman, 1987
- Iblomorpha Newman, 1987
- Lepadomorpha Pilsbry, 1916
- Scalpellomorpha Newman, 1987